# Rie Kimura
Rie Kimura (木村 理恵, Kimura Rie, Kioto, 30 juli 1971) is een Japans voormalig voetbalster.

## Carrière
Kimura speelde tussen 1994 en 2003 voor Speranza FC Takatsuki.
Kimura maakte op 16 mei 1996 haar debuut in het Japans vrouwenvoetbalelftal tijdens een wedstrijd om de US Cup tegen de Verenigde Staten. Zij nam met het Japans elftal deel aan het Aziatisch kampioenschap 1999 en 2001. Ze heeft 21 interlands voor het Japanse vrouwenelftal gespeeld.

## Statistieken
| Japans vrouwenvoetbalelftal | Japans vrouwenvoetbalelftal | Japans vrouwenvoetbalelftal |
| Jaar                        | Wed.                        | Dlp.                        |
| --------------------------- | --------------------------- | --------------------------- |
| 1996                        | 2                           | 0                           |
| 1997                        | 0                           | 0                           |
| 1998                        | 0                           | 0                           |
| 1999                        | 6                           | 0                           |
| 2000                        | 6                           | 0                           |
| 2001                        | 7                           | 0                           |
| Totaal                      | 21                          | 0                           |